# Three Fields Entertainment
Three Fields Entertainment Limited est un studio britannique de développement de jeux vidéo. Il a été fondé en février 2014 par Alex Ward, Fiona Sperry et le développeur Paul Ross, qui avaient auparavant travaillé chez Criterion Games.

## Histoire

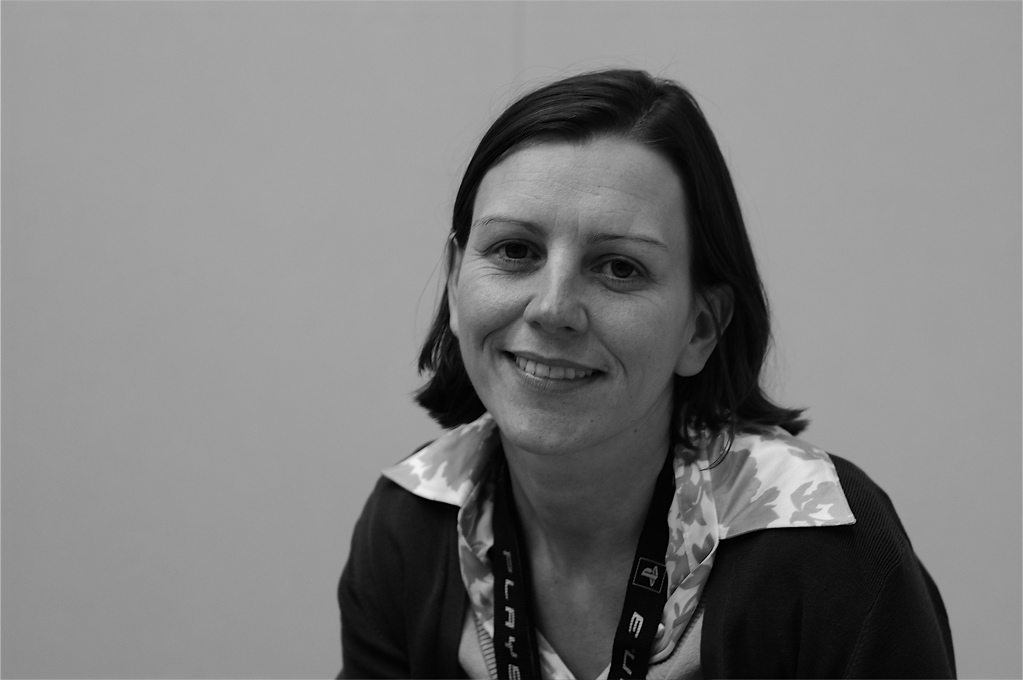
Sperry a cofondé Three Fields Entertainment après avoir quitté Electronic Arts

Ward et Sperry ont travaillé pour Criterion Games de 2004 jusqu'à leur départ pour former Three Fields en 2014. Chez Criterion, ils ont dirigé l'équipe qui a développé, entre autres titres, la série Burnout (une série de jeux de course qui mettait davantage l'accent sur l'utilisation des collisions pour assommer les autres coureurs et d'autres stratégies agressives plutôt que sur une conduite plus technique).
En 2011, EA a attribué la série Need for Speed à Criterion, qui était basée sur une conduite plus technique. Vers 2013, EA a choisi de déplacer Need for Speed vers Ghost Games, puis a transféré environ 80% des développeurs de Criterion de manière permanente vers Ghost Games, bien que Criterion ait toujours un rôle de conseillé dans le développement.  Ni Ward ni Sperry n'aimaient cette direction ni la nature d'entreprise sous EA, Ward a déclaré : "Nous voulions recommencer à nous amuser en créant des jeux... C'est le business du jeu, pas le business du travail."  En novembre 2013, Ward, Sperry et Paul Ross, l'un des développeurs de Criterion, ont décidé de quitter le studio pour recommencer sur de nouvelles bases, mais ont dû attendre l'expiration de leurs contrats, en janvier 2014, avant de démarrer leurs toute nouvelle entreprise. 
Le nouveau studio, Three Fields Entertainment, a été annoncé en mars 2014. Le nom était basé sur le fait que les trois fondateurs possédaient des compétences dans les trois mêmes domaines liés au développement de jeux : la conception, l'art et l'ingénierie. Plusieurs autres anciens développeurs de Criterion Games ont rejoint le studio depuis sa création.
L'un de leurs principaux objectifs pour le studio était de développer une suite spirituelle à la série Burnout, en se concentrant spécifiquement sur le mode "Crash", dans lequel les joueurs conduiraient des véhicules à grande vitesse dans des masses d'autres véhicules pour faire autant de dégâts que possible. Leur premier jeu, Dangerous Golf, annoncé en janvier 2016 et sorti en juin 2016, a servi de tremplin au studio vers cet objectif ; similaire au mode "Crash", le joueur frapperait une balle de golf dans un espace clos pour faire le plus de dégâts possible. Le titre a aidé le studio à apprendre l'Unreal Engine, avec le soutien du studio voisin Epic Games de Guildford, et a incorporé des moteurs physiques middleware pour rendre la destruction réaliste. Dangerous Golf a eu un accueil et des ventes tièdes. Le cofondateur Paul Ross était déjà parti et avait fondé Stellar Entertainment, un studio basé à Guildford avec d'anciens employés de Criterion.
Leur deuxième titre était Lethal VR, un titre de réalité virtuelle qui simulait des champs de tir et des jeux d'arcade basés sur des armes légères comme Point Blank et Time Crisis. Le titre est sorti en décembre 2016. 
Le troisième jeu de Three Fields est Danger Zone, qui visait à réaliser la vision du successeur spirituel du mode "Crash". Il s'appuie sur les connaissances qu'ils avaient de Dangerous Golf pour recréer le mode "Crash" pour les ordinateurs et consoles modernes. Danger Zone a été annoncé en avril 2017 et publié en mai 2017. Danger Zone a également reçu un accueil mitigé et des ventes décevantes.
L'année suivante, le studio a annoncé sa suite Danger Zone 2, qui ajoute plus de segments de conduite le long d'itinéraires inspirés des autoroutes du monde réel, le jeu est sorti le 12 juillet 2018. Parallèlement à cela, Three Fields a annoncé Dangerous Driving, un jeu de course en circuit fermé qui comprend les différents éléments de crash de ces titres précédents et plus en rapport avec la série Burnout, qui est sorti le 9 avril 2019,,. Le studio a indiqué que sa suite Dangerous Driving 2 sortirait en fin 2020. Alors que Dangerous Driving était basé sur des circuits fermés, la suite devrait être un jeu en monde ouvert, de nature similaire à Burnout Paradise, avec des joueurs capables de faire la course contre l'IA ou des joueurs en ligne. En août 2022, une bande-annonce du prochain jeu du studio, Wreckreation, est sortie sur YouTube. Publié par THQ Nordic, le jeu sera un jeu de course d'arcade en monde ouvert avec un gameplay de style Burnout et un accent sur la personnalisation,,. Le développeur a confirmé via un retweet sur son compte Twitter officiel que Wreckreation est le nouveau titre du jeu Dangerous Driving 2 annoncé précédemment. 

## Jeux développés
| Année | Titre             | Plateforme                                                             |
| ----- | ----------------- | ---------------------------------------------------------------------- |
| 2016  | Dangerous Golf    | Microsoft Windows, PlayStation 4, Xbox One                             |
| 2016  | Lethal VR         | Microsoft Windows, PlayStation 4,                                      |
| 2017  | Danger Zone       | Microsoft Windows, PlayStation 4, Xbox One                             |
| 2018  | Danger Zone 2     | Microsoft Windows, PlayStation 4, Xbox One                             |
| 2019  | Dangerous Driving | Microsoft Windows, PlayStation 4, Xbox One                             |
| NC    | Wreckreation      | Microsoft Windows, PlayStation 4, PlayStation 5, Xbox One, Xbox Series |